# بيتر كوفيلد
بيتر كوفيلد (بالإنجليزية: Peter Coffield)‏ (17 يوليو 1945 - 19 نوفمبر 1983) ممثل أمريكي عمل في المسرح والتلفزيون و السينما، من أشهر أفلامه ميدان التايمز (1980) و فقط عندما كنت اضحك .

## روابط خارجية
- بيتر كوفيلد على موقع IMDb (الإنجليزية)
- بيتر كوفيلد على موقع ألو سيني (الفرنسية)
- بيتر كوفيلد على موقع أول موفي (الإنجليزية)
- بيتر كوفيلد على موقع قاعدة بيانات برودواي على الإنترنت (الإنجليزية)
- بيتر كوفيلد على موقع قاعدة بيانات الأفلام السويدية (السويدية)
- بيتر كوفيلد على موقع قاعدة بيانات الفيلم (الإنجليزية)
- بيتر كوفيلد على موقع كينوبويسك (الروسية)